# Rūta Meilutytė
Rūta Meilutytė, née le 19 mars 1997 à Kaunas, est une nageuse lituanienne spécialiste de brasse. Championne olympique en 2012 du 100 m brasse, elle détient en 2022 les records du monde en petit bassin du 50 m et du 100 m brasse ainsi que le record d'Europe en grand bassin sur 100 m brasse.

## Biographie

### Débuts
Rūta Meilutytė perd sa mère dans un accident de la route à l'âge de 4 ans et quitte la Lituanie à 11 ans pour s'installer à Plymouth, au Royaume-Uni, où elle s'entraîne désormais.
Au festival olympique de la jeunesse européenne 2011, elle remporte la médaille d'or sur 100 m brasse (1 min 7 s 96), une médaille d'argent sur 50 m nage libre (25 s 67) et une médaille de bronze sur 100 m nage libre (56 s 41).

### Championne olympique en 2012
Le 29 juillet 2012, avec un temps de 1 min 5 s 21, Rūta Meilutytė bat le record d'Europe du 100 m brasse en demi-finale des Jeux olympiques. Le 30 juillet 2012, elle devient championne olympique de la distance en 1 min 5 s 47. En gagnant cette course, elle est devenue, à 15 ans, la plus jeune championne olympique de Lituanie, tous sports compris.

### 2013-2016
Un an plus tard, avec un temps de 1 min 4 s 52, Rūta Meilutytė bat à nouveau le record d'Europe du 100 m brasse dès les séries des Championnats du monde, à 7 centièmes seulement du record du monde de Jessica Hardy. Le 29 juillet 2013, en demi-finale, elle bat le record du monde, en 1 min 4 s 35. Elle remportera ensuite le titre mondial.
Le 3 août 2013, elle bat le record du monde du 50 m brasse battu le matin-même par Yuliya Efimova pour porter le chrono à 29 s 48. Le 12 octobre, Meilutytė prend à Rebecca Soni le record du monde en petit bassin du 100 mètres brasse lors de l'étape de Coupe du monde de Moscou (1 min 2 s 36).
En 2014, Elle participe à la 2e édition des jeux olympiques de la jeunesse, à Nankin. Elle y glane deux titres : le 50 et le 100 m brasse. Quelques jours plus tard seulement elle s'aligne au départ du 50 brasse des championnats d'Europe et remporte là aussi la médaille d'or.
Aux Jeux olympiques de Rio de Janeiro, elle termine en septième place en finale du 100 mètres brasse.

### Annonce de fin de carrière, suspension pour non-respect des règles antidopage et retour à la compétition (2019-2021)
Le 22 mai 2019, quelques jours après avoir appris qu'elle risque une suspension pour avoir manqué trois contrôles antidopage en moins d'un an, Rūta Meilutytė annonce qu'elle a décidé de mettre un terme à sa carrière, à seulement 22 ans. En février 2020, elle est suspendue pour deux ans, une période s'étalant du 21 juillet 2019 au 20 juillet 2021. Elle reprend la compétition en décembre 2021.

### Nouveaux titres mondiaux et européens (2022-2023)
Rūta Meilutytė remporte le titre mondial du 50 m brasse lors des championnats du monde de Budapest. Sur la même distance, elle gagne le titre européen lors des championnats d'Europe de Rome.
En décembre, aux championnats du monde en petit bassin de Melbourne, elle bat en demi-finale le record du monde du 50 m brasse en réalisant 28 s 37. Elle remporte le titre mondial en réalisant 28 s 50 lors de la finale.
En juillet 2023 à l'occasion des championnats du monde  de Fukuoka elle remporte le titre sur 100 m brasse mais aussi sur 50 m brasse. Elle remporte le titre mondial en réalisant 28 s 50 lors de la finale en améliorant le record du monde de cette distance en finale après l'avoir égalé en demi-finale.

## Palmarès

### Jeux olympiques
| Édition      | Épreuve         | Épreuve          | Épreuve         |
| Édition      | 50 m nage libre | 100 m nage libre | 100 m brasse    |
| Londres 2012 | 26e 25 s 55     | 29e 56 s 33      | Or 1 min 5 s 47 |
| Rio 2016     |                 |                  | 7e 1 min 7 s 32 |

### Championnats du monde

#### Grand bassin
| Édition        | Épreuve          | Épreuve         | Épreuve             |
| Édition        | 100 m nage libre | 50 m brasse     | 100 m brasse        |
| Barcelone 2013 | 27e 55 s 72      | Argent 29 s 59  | Or 1 min 4 s 42     |
| Kazan 2015     | -                | 4e 30 s 14      | Argent 1 min 6 s 36 |
| Budapest 2022  | -                | Or 29 s 70      | Bronze 1 min 6 s 02 |
| Fukuoka 2023   | -                | Or 29 s 16 (RM) | Or 1 min 4 s 62     |
| Doha 2024      |                  | Or 29 s 40      |                     |
| Singapour 2025 |                  | Or 29 s 55      |                     |

#### Petit bassin
| Édition        | Épreuve               | Épreuve         | Épreuve              | Épreuve             |
| Édition        | 100 m nage libre      | 50 m brasse     | 100 m brasse         | 100 m quatre nages  |
| Istanbul 2012  | 5e des séries 53 s 54 | Or 29 s 44 (RE) | Or 1 min 3 s 52 (RE) | Argent 58 s 79 (RL) |
| Doha 2014      |                       | Or 28 s 84 (RE) | Argent 1 min 2 s 46  |                     |
| Melbourne 2022 |                       | Or 28 s 50      |                      |                     |

### Championnats d'Europe

#### Grand bassin
| Édition      | Épreuve     | Épreuve             |
| Édition      | 50 m brasse | 100 m brasse        |
| Berlin 2014  | Or 29 s 89  |                     |
| Londres 2016 |             | Or 1 min 6 s 17     |
| Glasgow 2018 |             | Argent 1 min 6 s 26 |
| Rome 2022    | Or 29 s 59  | Bronze 1 min 6 s 50 |

#### Petit bassin
| Édition         | Épreuve     | Épreuve              | Épreuve            |
| Édition         | 50 m brasse | 100 m brasse         | 100 m quatre nages |
| Herning 2013    | Or 29 s 10  | Or 1 min 2 s 92 (RC) | Or 57 s 68 (RC)    |
| Copenhague 2017 | Or 29 s 36  | Or 1 min 3 s 79      |                    |

## Records

### Records personnels
Ces tableaux détaillent les records personnels de Rūta Meilutytė en grand et petit bassin. L'indication RM signifie que le record personnel de la Lituanienne constitue l'actuel record du monde de la discipline, RE l'actuel record d'Europe.
| Épreuve      | Temps             | Compétition                | Lieu               | Date            |
| 50 m brasse  | 29 s 16 (RM)      | Championnats du monde 2023 | Fukuoka, Japon     | 30 juillet 2023 |
| 100 m brasse | 1 min 4 s 35 (RE) | Championnats du monde 2013 | Barcelone, Espagne | 29 juillet 2013 |

| Épreuve      | Temps             | Compétition                | Lieu                 | Date             |
| 50 m brasse  | 28 s 37 (RM)      | Championnats du monde 2022 | Melbourne, Australie | 17 décembre 2022 |
| 100 m brasse | 1 min 2 s 36 (RM) | Coupe du monde 2013        | Moscou, Russie       | 12 octobre 2013  |

### Records du monde battus
Ce tableau détaille les quatre records du monde battus par Rūta Meilutytė durant sa carrière ; deux l'ont été en grand bassin, deux en petit bassin.
| Épreuve                           | Temps        | Compétition                | Lieu                 | Date             |
| 100 m brasse en grand bassin      | 1 min 4 s 35 | Championnats du monde 2013 | Barcelone, Espagne   | 29 juillet 2013  |
| 50 m brasse en grand bassin       | 28 s 89      | Championnats du monde 2013 | Barcelone, Espagne   | 3 août 2013      |
| 100 mètres brasse en petit bassin | 1 min 2 s 36 | Coupe du monde 2013        | Moscou, Russie       | 12 octobre 2013  |
| 50 mètres brasse en petit bassin  | 28 s 37      | Championnats du monde 2022 | Melbourne, Australie | 17 décembre 2022 |

## Décorations
Grand commandeur de l'Ordre du mérite de la Lituanie, 10 août 2012.